# Pasquale Ojetti
Pasquale Ojetti (Roma, 20 novembre 1914 – Roma, 26 dicembre 1997) è stato un giornalista, scrittore e critico cinematografico italiano.
Come critico cinematografico scrisse per la «Rivista del Cinematografo», fondò e diresse l'«Eco del Cinema e dello Spettacolo», scrisse per il «Gatto Selvatico» (rivista diretta da Attilio Bertolucci) e per «Cinema», di cui fu direttore della terza serie nel breve periodo del suo sviluppo, dal 1955 al 1956, quando il periodico cessò definitivamente le pubblicazioni.
Nel 1954 fece parte della Giuria Internazionale, presieduta da Ignazio Silone, alla 19ª Mostra internazionale d'arte cinematografica di Venezia. Nel 1957 fondò e diresse il settimanale Rotosei. Negli anni sessanta curò lo sviluppo dell'Istituto Internazionale del Disco parlato per Casa Ricordi. 
Fu responsabile del servizio cinematografico del gruppo ENI dalla sua costituzione fino al 1983. Diresse le riviste aziendali Il Fuoco, Buon Lavoro Amici, Agip per il mare, Agip per la campagna.